# Devon

Các vùng ở Devon: Thành phố Exeter, Đông Devon, Trung Devon, Bắc Devon, Torridge, Tây Devon, South Hams, Teignbridge, Thành phố Plymouth, Torbay.

Devon (phát âm / dɛvən /) là một hạt lớn ở Tây Nam nước Anh. Hạt này cũng được gọi là Devonshire, mặc dù đó là một tên gọi không chính thức, hiếm khi được sử dụng ở bên trong hạt này và thường chỉ ra trong bối cảnh truyền thống hoặc lịch sử. Các quận giáp với Cornwall phía tây và Dorset và Somerset về phía đông. Bờ biển phía nam của nó tiếp giáp với các eo biển Anh và bờ biển phía Bắc của eo biển Bristol.
Devon là hạt lớn thứ ba của các trong các hạt của Anh và có dân số là 1.109.900 người. Thủ phủ hạt là Exeter, hạt này có hai chính quyền đơn vị độc lập: thành phố cảng Plymouth và khu vực đô thị ven biển Torbay, ngoài Hội đồng hạt Devon ra. Plymouth cũng là thành phố lớn nhất ở Devon. Phần lớn hạt này là nông thôn (bao gồm cả đất thuộc vườn quốc gia), với mật độ dân số thấp theo các tiêu chuẩn của Anh. Nó có Dartmoor 954 km2 (368 dặm vuông), không gian mở lớn nhất ở miền nam nước Anh [1].
Hạt này là nơi có di sản thiên nhiên thế giới UNESCO duy nhất của nước Anh, bờ biển Đông Devon và Dorset, được gọi là Bờ biển kỷ Jura vì các đặc điểm địa chất và địa lý của nó.
Devon còn là địa điểm từng xuất hiện trong tiểu thuyết Con Chó Săn Của Dòng Họ Baskerville, của nhà văn Conan Doyle với sự xuất hiện của Sherlock Holmes.

## Cờ

cờ Devon

Devon có cờ riêng của nó. Nó có liên quan đến St Petroc, là một thánh địa phương có liên quan đến Devon và các hạt xung quanh. Cờ này được chọn sau khi chiến thắng cuộc thi ở BBC năm 2013.

## Kinh tế
Devon kém giàu có hơn các hạt khác ở Anh, ví dụ như vùng đông nam. Bởi vì các ngành công nghiệp truyền thống của Devon, ví dụ như đánh cá, đào mỏ và làm đồng đang giảm đi. Liên Hợp Quốc đã hỗ trợ cho một số vùng ở Devon tiền để phát triển các ngành công nghiệp. Du lịch đang dần trở thành một ngành quan trọng với kinh tế của Devon.

Devon
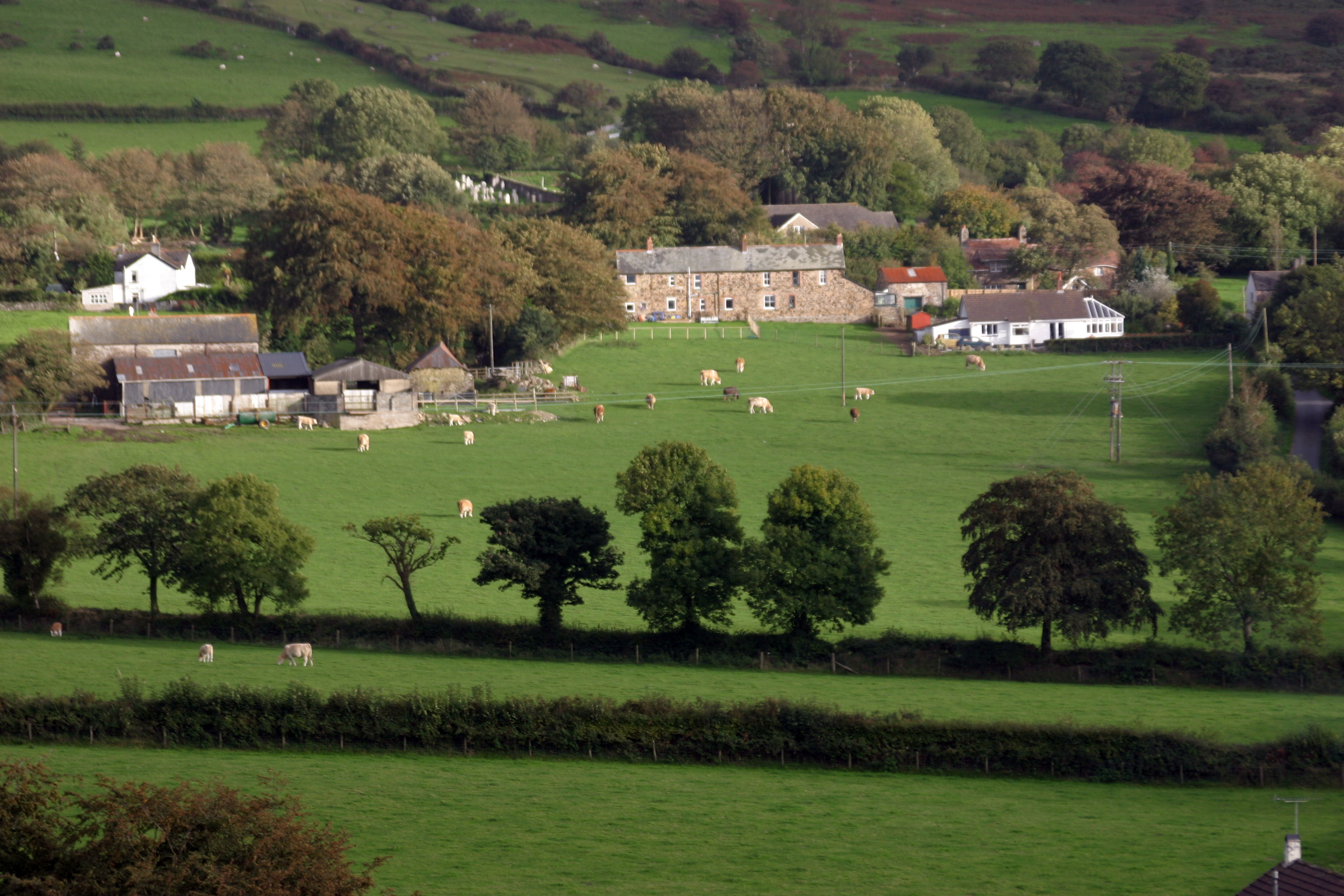
Forda
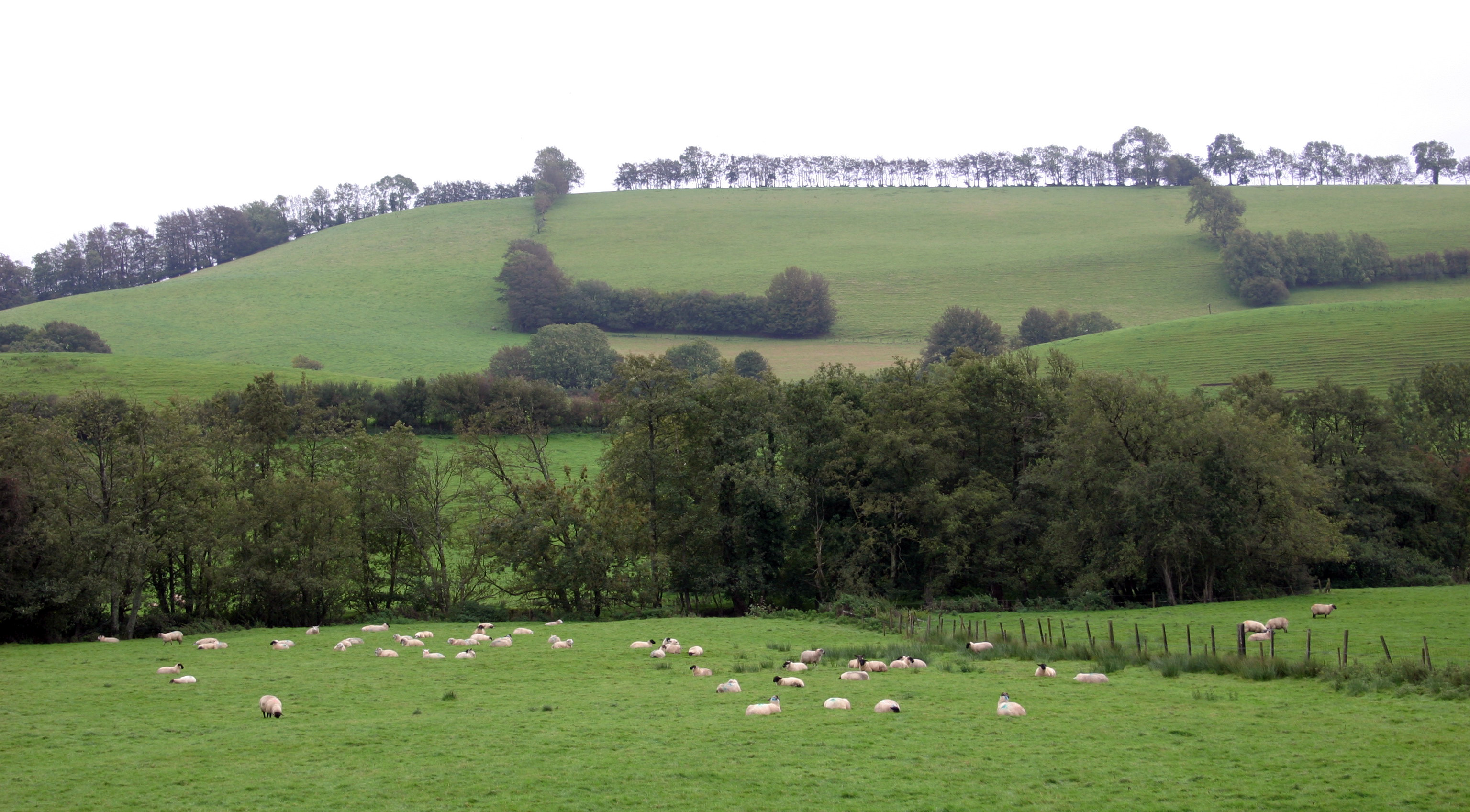
Devon
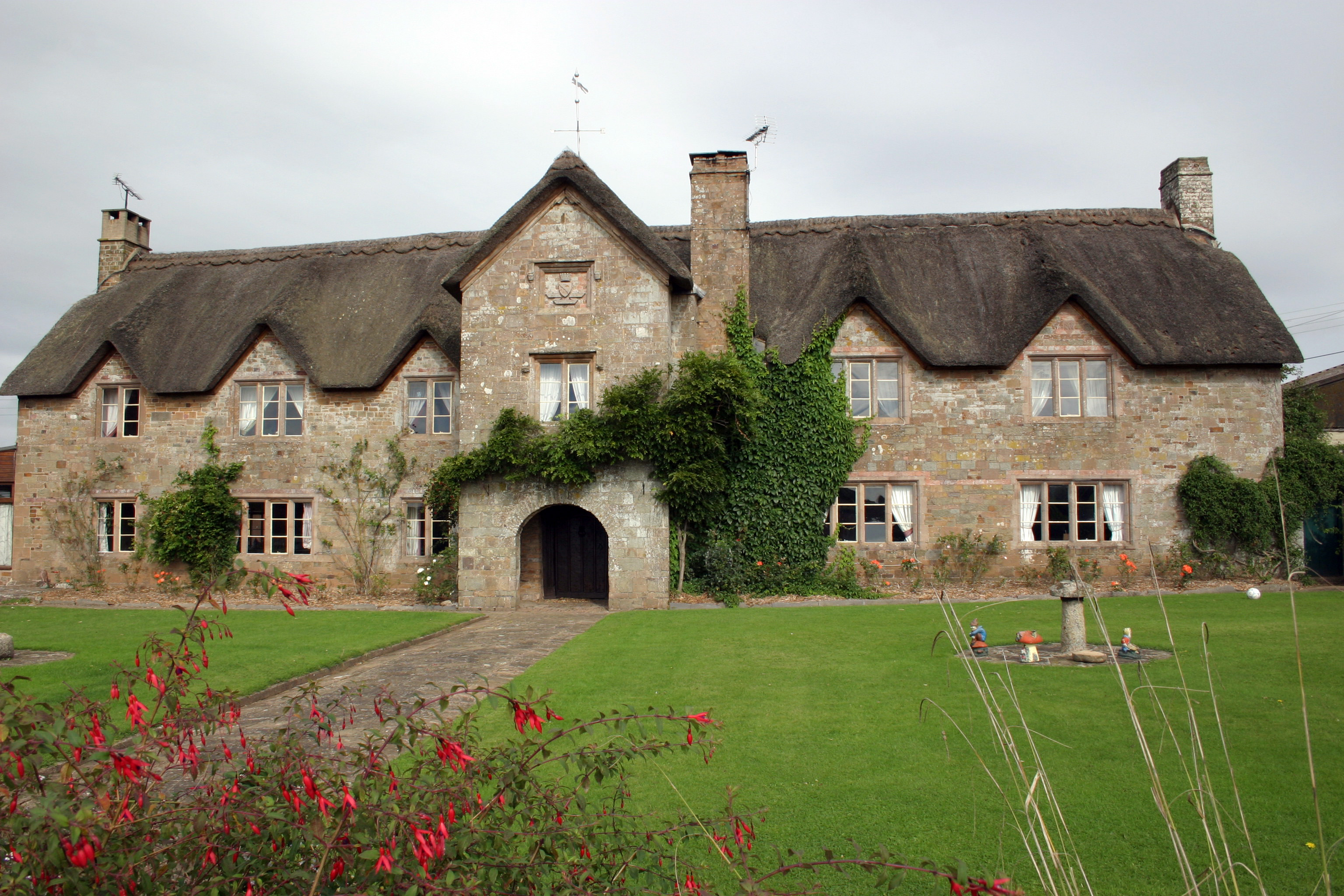
Devon
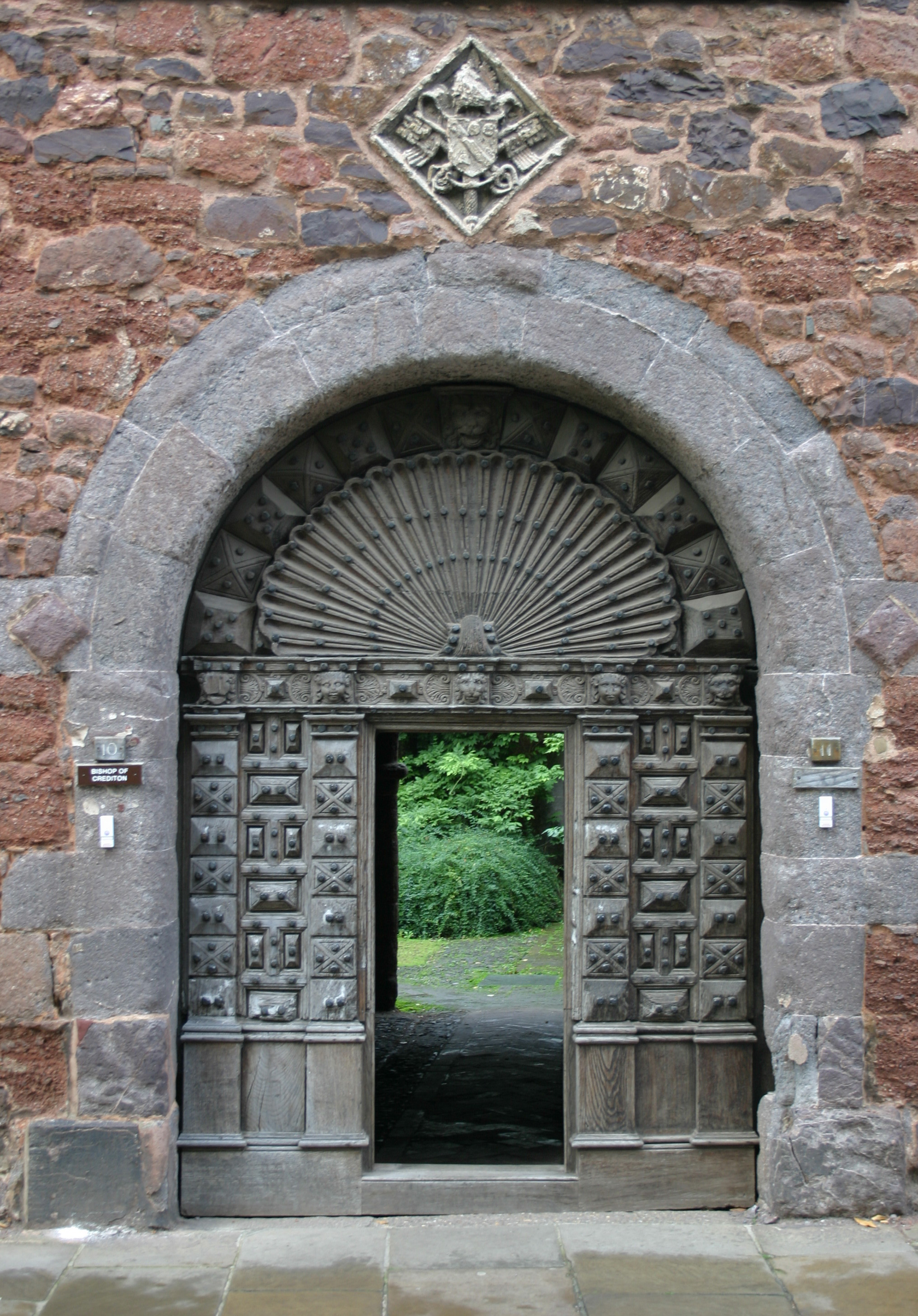
Exeter
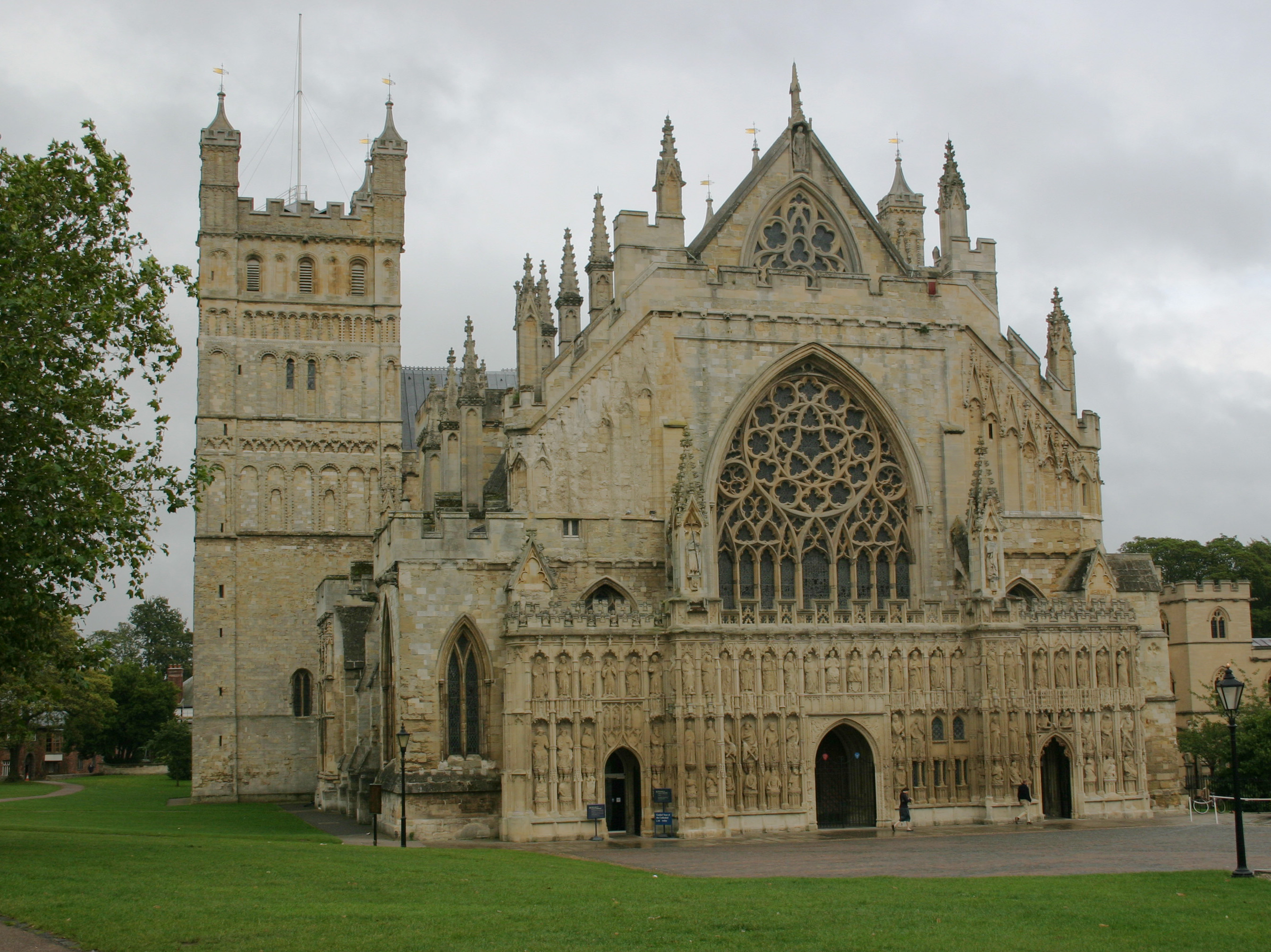
Exeter
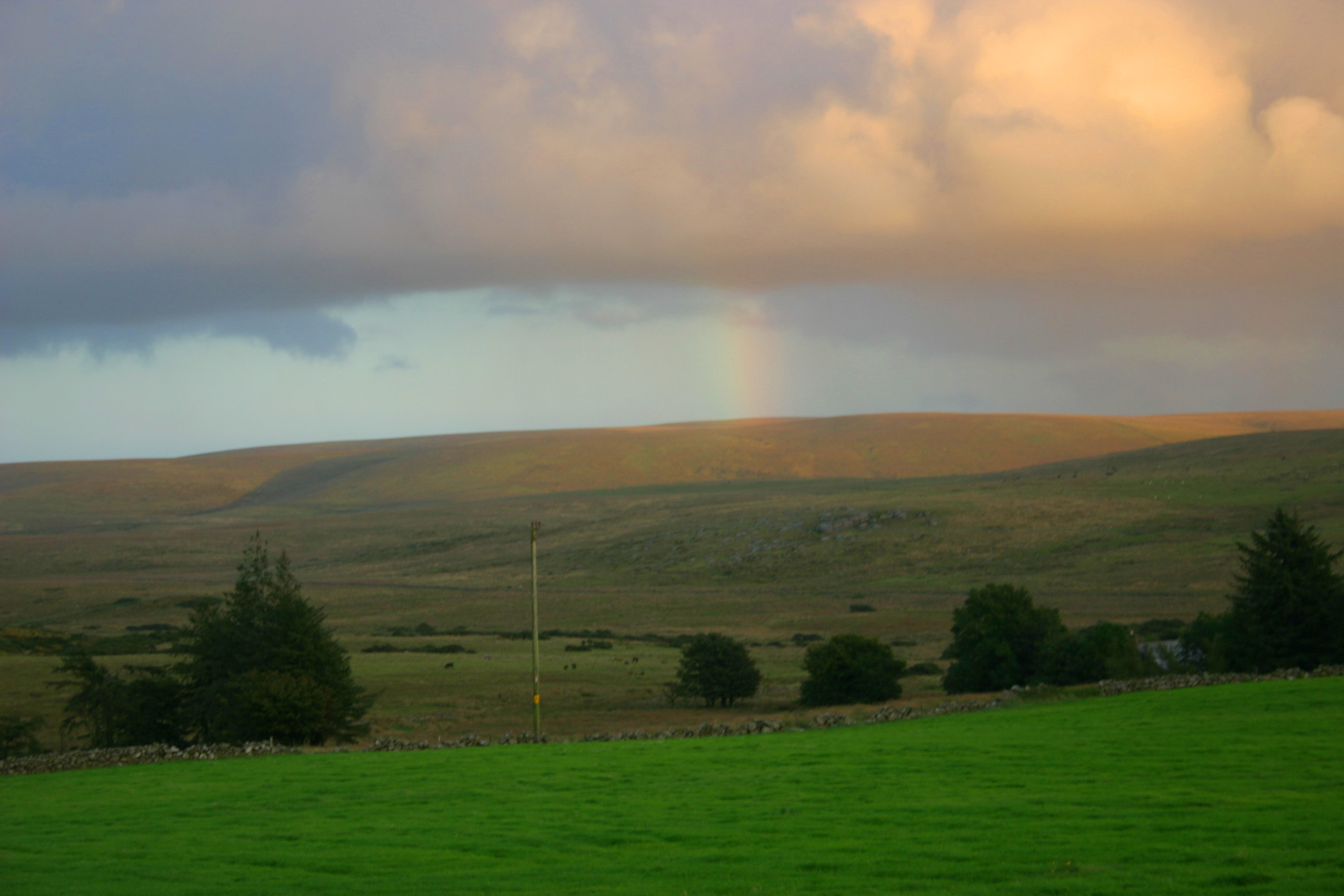
Dartmoor
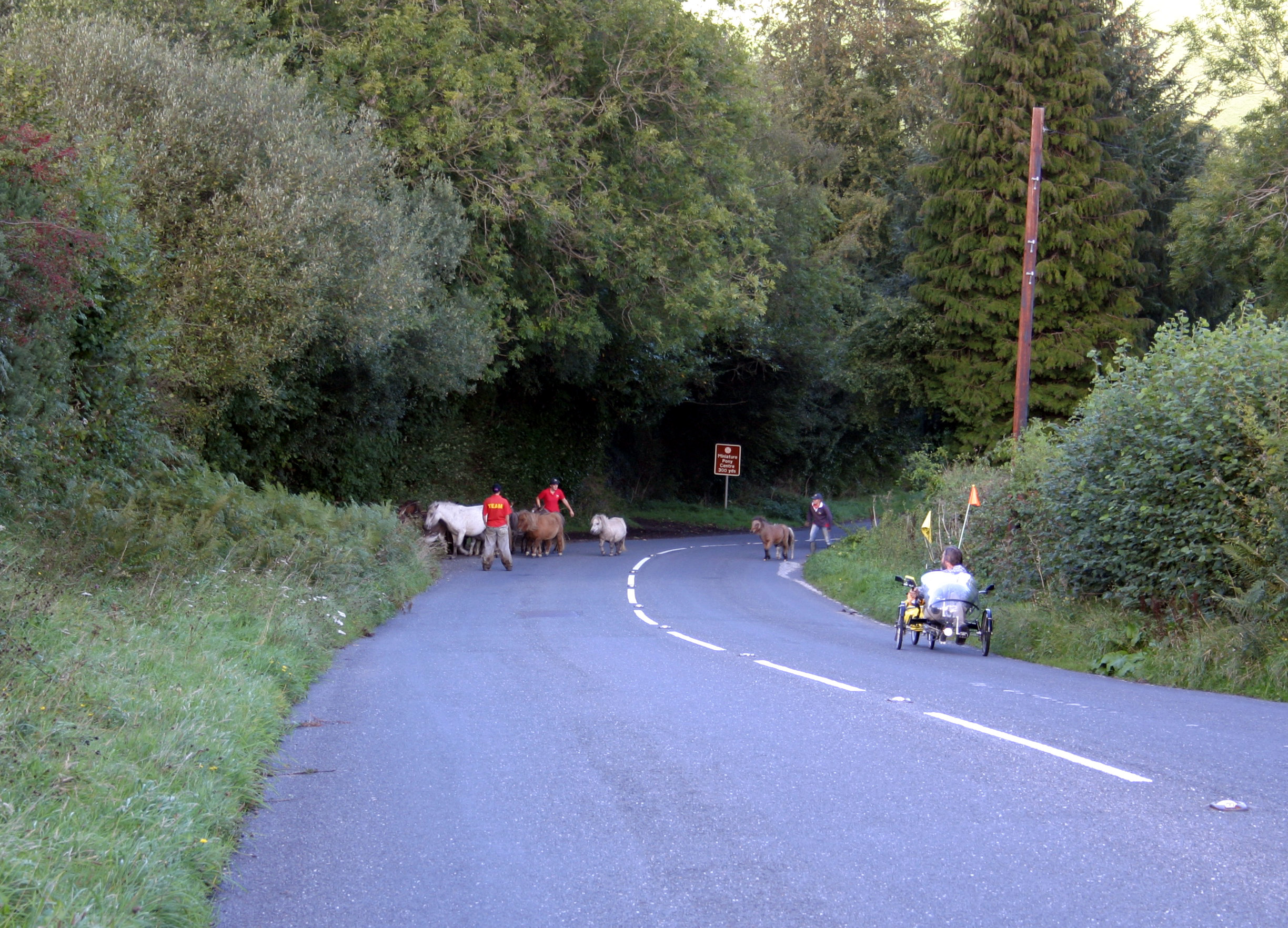
Dartmoor
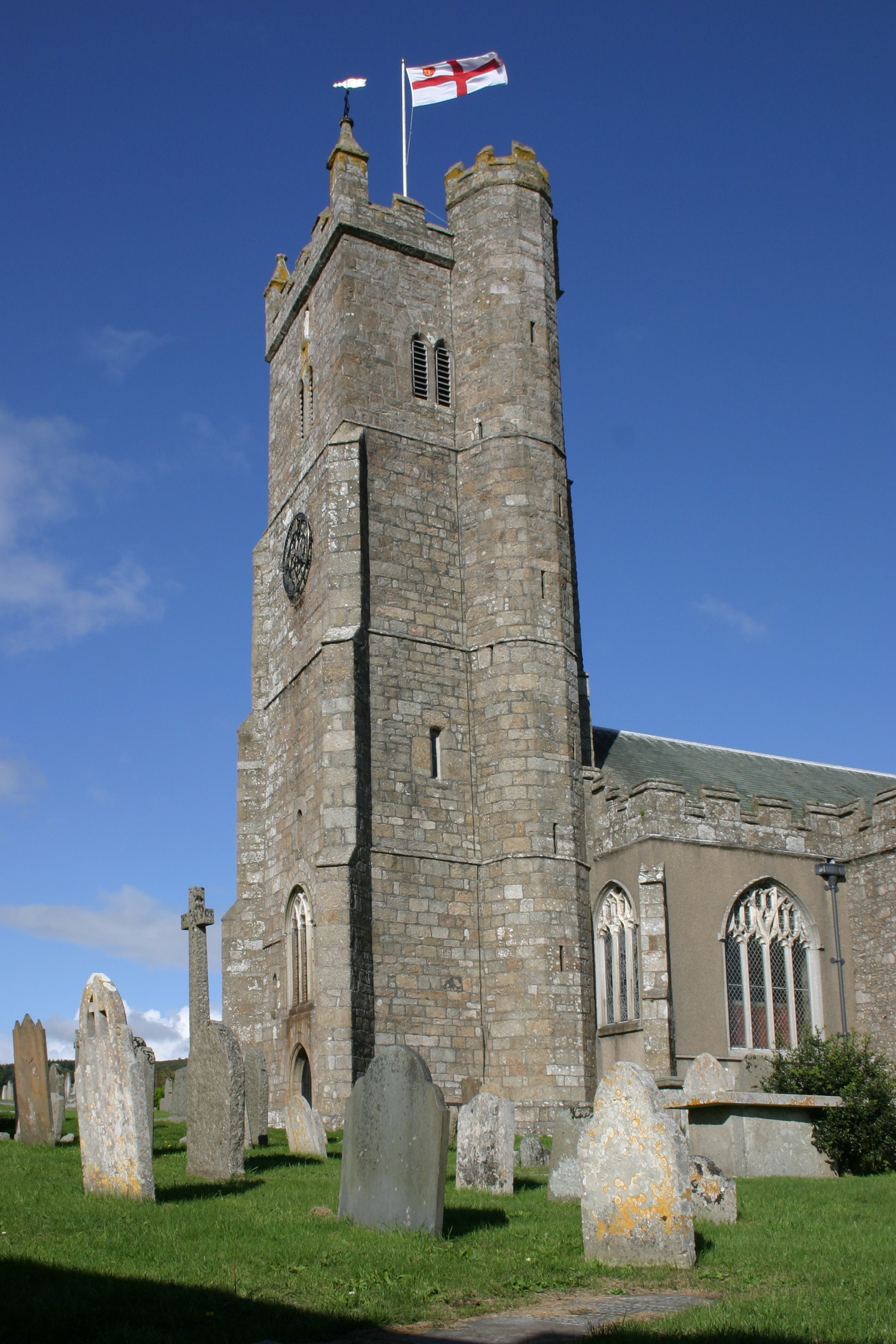
Moretonhampstead
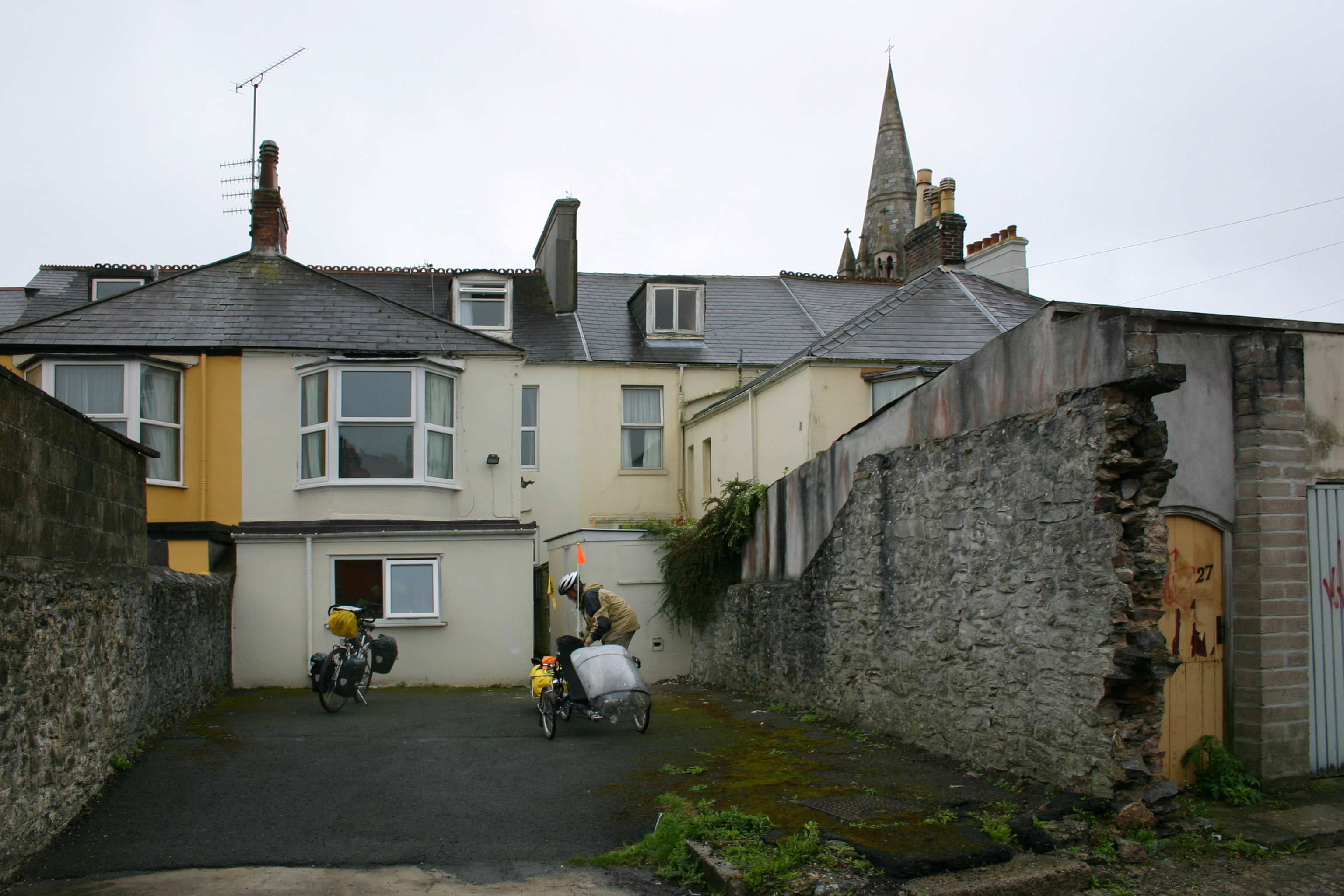
Plymouth